# Paul Jewell
Paul Steven Jewell (* 28. September 1964 in Liverpool) ist ein englischer Fußballtrainer und ehemaliger -spieler.

## Spielerlaufbahn
Geboren in Liverpool, begann Jewell die fußballerische Laufbahn bei seinem Heimatverein FC Liverpool. Dort konnte der junge Stürmer jedoch nicht in die Domäne von Spielern wie Ian Rush und Kenny Dalglish einbrechen und suchte fortan sein Glück in der dritten Liga bei Wigan Athletic. Sein größter Erfolg dort war das Erreichen des Viertelfinales im FA Cup der Saison 1985/86. Er wechselte dann im Juli 1988 zu Bradford City und sollte für diesen Verein langjährig sowohl in der zweiten als auch dritten Liga aktiv sein, wobei diese Periode nur durch kurzfristige Engagements für Grimsby Town im Jahr 1995 auf Leihbasis unterbrochen wurde.
Jewell beendete zum Abschluss der Saison 1997/98 in Bradford seine aktive Fußballerlaufbahn und war zusätzlich in den letzten drei Monaten dieser Spielzeit nach der Entlassung von Chris Kamara Trainer der Mannschaft.

## Trainerlaufbahn

### Bradford City
Quasi als Dank für den sichergestellten Klassenerhalt wurde Jewell dauerhaft als Trainer bei Bradford City installiert und diese Maßnahme zahlte sich bereits in der ersten kompletten Saison Jewells als Cheftrainer aus, als der Verein als Vizemeister der zweiten Liga in die Premier League aufstieg und somit erstmals seit fast 80 Jahren in der obersten englischen Spielklasse agieren sollte.
Dort musste Bradford unter Jewells Regie in der Saison 1999/2000 sehr stark um den Verbleib in der Liga kämpfen und stellte diesen durch einen glücklichen 1:0-Heimsieg gegen den FC Liverpool am letzten Spieltag sicher, wobei Bradford dabei noch den FC Wimbledon überholte und dem FC Liverpool dadurch die Qualifikation zur Champions League misslang. Nur wenige Tage später trat Jewell von seinem Amt zurück und unterschrieb kurz darauf beim soeben in die Zweitklassigkeit abgestiegenen Verein Sheffield Wednesday.

### Sheffield Wednesday
Dort erhoffte er sich, den direkten Wiederaufstieg mit Wednesday realisieren zu können. Seine achtmonatige Zeit war jedoch von Krisen gekennzeichnet und der Verein hielt sich in der Nähe des Tabellenendes auf. Bis zu seiner Entlassung im Februar 2001 hatte er vor allem große Schwierigkeiten in dem von Schulden geplagten Verein bei der Betreuung von Spielern, die beispielsweise 5.000 Pfund für jede Partie verdienten, unabhängig davon, ob sie zum Einsatz kamen und diese fehlenden Leistungsanreize auch auf dem Spielfeld mit schwachen Vorstellungen demonstrierten.

### Wigan Athletic
Im Juni 2001 kehrte Jewell als Trainer zurück und heuerte beim ambitionierten Drittligisten Wigan Athletic an. In seiner zweiten Saison gelang ihm dabei die Meisterschaft in der Second Division und den damit – erstmals in der Vereinsgeschichte – verbundenen Aufstieg in die zweite Liga. Dort konnte der Verein auf Anhieb um die oberen Plätze mitspielen und wurde erst am letzten Spieltag von einem Play-off-Platz von dem Verein Crystal Palace verdrängt, der im weiteren Verlauf wiederum selbst die Ausscheidungsspiele gewinnen konnte.
In der folgenden Saison konnte der Aufstieg dann doch – wiederum am letzten Spieltag – perfekt gemacht werden und der Verein aus Lancashire spielte somit unter Jewells Regie erstmals in der Premier League. Nach der Niederlage im ersten Heimspiel gegen den FC Chelsea durch einen 0:1-Treffer von Hernán Crespo in der letzten Minute konnte Jewell beim anschließenden Heimauftritt gegen den FC Sunderland seinen ersten Sieg feiern und erreichte im weiteren Saisonverlauf das Endspiel im englischen Ligapokal, das Wigan jedoch mit 0:4 gegen Manchester United verlor. Am Ende der Saison wurde auch Jewells Name unter den möglichen Nachfolgern von Sven-Göran Eriksson als englischer Nationaltrainer gehandelt, was sich aber frühzeitig als substanzlos erwies.
In der Saison 2006/07 sicherte Jewell mit Wigan nach einem Sieg im letzten Meisterschaftsspiel am 13. Mai 2007 gegen Sheffield United den Klassenerhalt. Nur einen Tag später verkündete er jedoch seinen Rücktritt als Trainer von Wigan Athletic und führte dabei die zunehmende Anspannung, unter der er nach eigenen Angaben in der jüngsten Vergangenheit gelitten hatten, an. Diese hatten ihren Ursprung am 11. Februar 2007, als er im Anschluss an eine Niederlage gegen den FC Arsenal den Schiedsrichter Phil Dowd verbal attackiert hatte – ein verweigerter Elfmeter und der abseitsverdächtiger Siegtreffer des FC Arsenal waren die Streitgegenstände gewesen. Gegen die Bestrafung durch den Fußballverbands Football Association (FA) hatte Jewell Einspruch eingelegt und diesem ein „Messen mit zweierlei Maß“ („double standards“) vorgeworfen, da nach Jewells Angaben Schiedsrichter Dowd seine Spieler während der Partie massiv beleidigt gehabt hätte.

### Derby County
Jewell wurde nach seinem Rücktritt in zwei Fällen mit Leicester City in Verbindung gebracht, galt als einer der Nachfolgerkandidaten von Chris Hutchings bei seinem alten Verein Wigan Athletic und war zudem als neuer irischer Nationaltrainer im Gespräch. Die Mutmaßungen über Jewells Zukunft fanden schließlich am 28. November 2007 ihr Ende, als er nur zwei Tage nach der Demission von Billy Davies neuer Trainer von Derby County wurde. Seinen ersten Sieg konnte er im FA Cup gegen Sheffield Wednesday nach Elfmeterschießen feiern, dem aber bereits vier Tage später das Aus gegen den Zweitligaabstiegkandidaten Preston North End folgte. Mit seinem 16. Spiel gegen den Ex-Verein Wigan Athletic schrieb er am 23. Februar 2008 für den neuen Verein Geschichte, als Derby County mit mittlerweile 21 Ligaspielen ohne Sieg seinen eigenen Negativrekord durchbrach. Mit einem 2:2-Remis gegen den FC Fulham stieg Jewell mit Derby County frühzeitig ab und mit letztlich nur elf Punkten egalisierte der Verein mit nur einem Sieg die 108 Jahre alte Negativmarke im englischen Profifußball.
Jewells erster Meisterschaftssieg gelang erst nach zehn Monaten beim 3:1 gegen Sheffield United am 13. September 2008. Achtungserfolge gelangen hingegen im Ligapokal, als der Verein nach einem Sieg gegen den Erstligisten Stoke City erstmals nach 40 Jahren das Halbfinale erreichte. Da sich aber auch in der zweitklassigen Football League Championship die sportliche Talfahrt fortsetzte, trat Jewell nach dem letzten Spiel im Jahr 2008 gegen Ipswich Town (0:1) und dem damit verbundenen 18. Tabellenrang von seinem Amt zurück. Bereits zum dritten Mal beerbte ihn sein Kotrainer Chris Hutchings als Interimstrainer.

### Ipswich Town
Anfang Januar 2011 löste Paul Jewell seinen Vorgänger Roy Keane als Trainer des englischen Zweitligisten Ipswich Town ab und beendete die Saison 2011/12 als Tabellenfünfzehnter.
Am 24. Oktober 2012 trat er, auf dem letzten Tabellenplatz der Football League Championship 2012/13 liegend, als Trainer des Vereins zurück.